# Межончка-Дужа
Межончка-Дужа (пол. Mierzączka Duża) — село в Польщі, у гміні Длутув Паб'яницького повіту Лодзинського воєводства.
Населення — 150 осіб (2011).
У 1975-1998 роках село належало до Пйотрковського воєводства.

## Демографія
Демографічна структура станом на 31 березня 2011 року:
|          | Загалом | Допрацездатний вік | Працездатний вік | Постпрацездатний вік |
| -------- | ------- | ------------------ | ---------------- | -------------------- |
| Чоловіки | 81      | 17                 | 52               | 12                   |
| Жінки    | 69      | 12                 | 29               | 28                   |
| Разом    | 150     | 29                 | 81               | 40                   |